# Cordeiro (kommun)
Cordeiro är en kommun i Brasilien.   Den ligger i delstaten Rio de Janeiro, i den sydöstra delen av landet, 900 km sydost om huvudstaden Brasília. Antalet invånare är 20 403.
Följande samhällen finns i Cordeiro:
- Cordeiro

Omgivningarna runt Cordeiro är huvudsakligen savann. Runt Cordeiro är det glesbefolkat, med 9 invånare per kvadratkilometer.